# Søren Hansen
Søren Hansen, né le 21 mai 1974 à Copenhague, est un golfeur danois.

## Palmarès
PGA European Tour
- 2002 : Murphy's Irish Open.
- 2007 : Mercedes-Benz Championship.

Challenge Tour
- 1998 : Navision Open Golf Championship.

Ryder Cup
- Première participation lors de la Ryder Cup 2008.

Compétitions par équipes
- Représentant du Danemark à la Coupe du monde de golf en 1998, 2001, 2002, 2005 et 2007.